# Диалект Цугару
Диалект цугару (яп. 津軽弁 цугару-бэн) — диалект японского языка, распространённый на западе префектуры Аомори.
Цугару-бэн плохо понятен не-носителям, даже живущим в той же префектуре. В 1988 году поклонники диалекта цугару провозгласили 23 октября днём диалекта цугару. В этот день отмечается годовщина смерти Такаги Кёдзо (яп. 高木恭造), знаменитого поэта, писавшего на диалекте.
В городе Цурута каждое лето проводится конкурс на лучшее знание диалекта (яп. 津軽弁大会 цугару-бэн тайкай), на котором команды иностранцев разыгрывают скетчи (обычно юмористические) на цугару. В июне 2009 года на канале NHK вышел короткий репортаж о соревновании.
Ярким примером цугару-бэна является диалог встретившихся японцев: «До са», — «Ю са» (яп. 「どさ」－「ゆさ」). В обычном языке это выглядит совершенно иначе: «Куда идёшь?» — «В баню». (яп. どこに行きますか。－お風呂に行きます。 Доко ни икимасу ка? — Офуро ни икимасу»).

## Примеры различий в словах
| Русский   | Литературный японский | Диалект цугару |
| --------- | --------------------- | -------------- |
| Я         | ватаси                | ва             |
| Ты        | аната                 | на             |
| Милый     | каваий                | мэгой          |
| Друг      | томодати              | кэягу          |
| Дорога    | до: ро                | кэндо          |
| Деревня   | инака                 | дзяго          |
| Но        | кэрэдо                | баттэ          |
| Одинаково | онадзи                | футодзу        |
| Очень     | тотэмо                | тагэ, гаппа    |